# Cam Linh
Cam Linh là một phường thuộc tỉnh Khánh Hòa, Việt Nam.
Phường Cam Linh có diện tích 4,83 km², dân số năm 2025 là 33.052 người, mật độ dân số đạt 6.843 người/km².

## Lịch sử
Ngày 16 tháng 6 năm 2025, Ủy ban Thường vụ Quốc hội ban hành Nghị quyết số 1667/NQ-UBTVQH15 về việc sắp xếp các đơn vị hành chính cấp xã của tỉnh Khánh Hòa năm 2025 (nghị quyết có hiệu lực từ ngày 16 tháng 6 năm 2025). Theo đó, hợp nhất các phường Cam Thuận, Cam Lợi và Cam Linh thành phường Cam Linh.